# Złatko Jankow
Złatko Georgiew Jankow (cyryl. Златко Янков; ur. 7 czerwca 1966 w Burgasie) – bułgarski piłkarz grający na pozycji defensywnego pomocnika, reprezentant kraju, trener, działacz piłkarski.

## Kariera piłkarska
Złatko Jankow karierę piłkarską rozpoczął w Nefrochimiku Burgas, w którym grał 1987 roku. Następnie w latach 1987–1990 reprezentował barwy Czernomorca Burgas, z którym sezonie 1987/1988 zajmując ostatnie – 18. miejsce w ekstraklasie bułgarskiej spadł z niej, po czym w sezonie 1988/1989 awansował do niej.
Następnie w latach 1990–1995 (z krótką grą w hiszpańskim Realu Valladolid w rundzie jesiennej sezonu 1992/1993) reprezentował barwy Lewskiego Sofia, z którym odnosił największe sukcesy w karierze piłkarskiej: trzykrotne mistrzostwo Bułgarii (1993, 1994, 1995), wicemistrzostwo Bułgarii w sezonie 1991/1992 oraz trzykrotnie zdobył Puchar Bułgarii (1991, 1992, 1994). W II rundzie Ligi Mistrzów 1993/1994 jego klub niespodziewanie wyeliminował szkocki Glasgow Rangers (2:3, 2:1), dzięki czemu awansował do III rundy, w której odpadli po przegranej rywalizacji z niemieckim Werderem Brema (2:2, 0:1).
Następnie w sezonie 1995/1996 reprezentował barwy KFC Uerdingen, w którym rozegrał zaledwie 15 meczów, w których zdobył 1 gola, a jego klub spadł z Bundesligi po zajęciu ostatniego – 18. miejsca w tabeli ligowej.
Następnie w latach 1996–1998 reprezentował barwy tureckiego Beşiktaşu Stambuł, z którym w sezonie 1996/1997 zdobył wicemistrzostwo Turcji oraz Puchar Turcji 1998.
Potem zmieniał kluby średnio raz na pół roku: turecki Adanaspor (1998) oraz ponownie Neftochimik Burgas (1999), Łokomotiw Sofia (1999), tureckie Belediye Vanspor (2000) oraz Gençlerbirliği Ankara (2000), a także Czernomorec Burgas (2000–2001) oraz ponownie Neftochimik Burgas, w którym w 2002 roku zakończył piłkarską karierę.
W trakcie kariery piłkarskiej zyskał przydomek Fara (cyryl. Фара, pol. Latarnia morska).

### Kariera klubowa
Jest wychowankiem Czernomorca Burgas, w którego seniorskim zespole występował przez cztery sezony, jeden – 1987–1988 – spędził w drugiej lidze. Od 1990 do 1995 roku grał w Lewskim Sofia, i to właśnie w ciągu tego pięciolecia odniósł najważniejsze sukcesy w całej swojej piłkarskiej karierze, tak na arenie klubowej (dwa tytuły mistrza kraju oraz trzy Puchary Bułgarii), jak i reprezentacyjnej.
W tym okresie również – w rundzie jesiennej rozgrywek 1992–1993 – po raz pierwszy wyjechał za granicę, ale przygoda z Realem Valladolid okazała się krótka i nieowocna. Podobnie jak kolejna (1995–1996); z niemieckim KFC Uerdingen 05 zajął ostatnie miejsce w Bundeslidze. Więcej satysfakcji przyniosła mu gra w barwach Beşiktaşu JK, okraszona Pucharem Turcji oraz sześćdziesięcioma jeden meczami w tamtejszej lidze (w ciągu dwu sezonów).
Od czasu zakończenia Mundialu 1998 zmieniał kluby średnio raz na pół roku. Piłkarską karierę zakończył w 2002 roku w barwach Neftochimika Burgas.

## Kariera reprezentacyjna
W reprezentacji Bułgarii w latach 1990–2003 rozegrał 80 meczów, w których zdobył 4 gole. Debiut zaliczył 26 września 1990 roku na Rasundzie w Solnie w przegranym 0:2 meczu towarzyskim z reprezentacją Szwecji. Należy do najlepszego pokolenia bułgarskich piłkarzy, chociaż zawsze pozostawał w cieniu takich piłkarzy jak m.in.: Krasimir Bałykow, Christo Stoiczkow, Emił Kostadinow, Jordan Leczkow.

### Mistrzostwa świata 1994
Był członkiem Lwów na mistrzostwach świata 1994 w Stanach Zjednoczonych (grał z numerem 6). Wystąpił w 6 meczach (z udziału w meczu 1/8 finału z reprezentacją Meksyku (1:1, k. 3:1) 5 lipca 1994 roku na Giants Stadium w East Rutherford wyeliminował go nadmiar kartek). 10 lipca 1994 roku na tym samym stadionie w wygranym 2:1 meczu z faworyzowaną reprezentacją Niemiec w 78. minucie asystował przy decydującym golu Jordana Leczkowa. 13 lipca 1994 roku na tym samym stadionie Lwy przegrały 2:1 z reprezentacją Włoch, w związku z czym 16 lipca 1994 roku na Rose Bowl w Pasadenie grały z reprezentacją Szwecji w meczu o 3. miejsce, który zakończył się zwycięstwem Trzech Koron 4:0 i tym samym Lwy zakończyły turniej na 4. miejscu.

### Dalsze lata
Brał także udział w pierwszych dla reprezentacji Bułgarii mistrzostwach Europy – turnieju 1996 w Anglii, na którym Lwy zakończyły udział w fazie grupowej (Jankow rozegrał wszystkie 3 mecze), podobnie jak na mistrzostwach świata 1998 we Francji (nie wystąpił tylko w ostatnim meczu fazy grupowej z reprezentacją Hiszpanii (6:1) na Stade Félix-Bollaert w Lens.

### Ostatnie lata
W 1999 roku ze względu na nieustabilizowaną sytuację klubową i napór młodszych piłkarzy (głównie Marijana Christowa, który ostatecznie zajął jego miejsce w reprezentacji Bułgarii) ogłosił zakończenie kariery reprezentacyjnej. Ostatni mecz rozegrał  18 listopada 2003 roku na Seul World Cup Stadium w Seulu w wygranym 1:0 meczu towarzyskim z reprezentacją Korei Południowej będąc zawodnikiem niestowarzyszonym.

## Statystyki

### Reprezentacyjne
| Reprezentacja | Rok     | Mecze | Gole |
| ------------- | ------- | ----- | ---- |
| Bułgaria      | 1990    | 3     | 0    |
| Bułgaria      | 1991    | 7     | 1    |
| Bułgaria      | 1992    | 8     | 0    |
| Bułgaria      | 1993    | 9     | 1    |
| Bułgaria      | 1994    | 12    | 2    |
| Bułgaria      | 1995    | 8     | 0    |
| Bułgaria      | 1996    | 11    | 0    |
| Bułgaria      | 1997    | 6     | 0    |
| Bułgaria      | 1998    | 9     | 0    |
| Bułgaria      | 1999    | 6     | 0    |
| Bułgaria      | 2003    | 1     | 0    |
| Łącznie       | Łącznie | 80    | 4    |

### Gole w reprezentacji
| Gole w reprezentacji | Gole w reprezentacji | Gole w reprezentacji                                          | Gole w reprezentacji | Gole w reprezentacji | Gole w reprezentacji | Gole w reprezentacji |
| Lp.                  | Data                 | Stadion                                                       | Przeciwnik           | Bramka               | Wynik                | Rozgrywki            |
| Bułgaria             | Bułgaria             | Bułgaria                                                      | Bułgaria             | Bułgaria             | Bułgaria             | Bułgaria             |
| -------------------- | -------------------- | ------------------------------------------------------------- | -------------------- | -------------------- | -------------------- | -------------------- |
| 1.                   | 16.10.1991           | Stadion Armii Bułgarskiej, Sofia, Bułgaria                    | San Marino           | 3:0                  | 4:0                  | El. Euro 1992        |
| 2.                   | 28.04.1993           | Stadion Narodowy im. Wasiła Lewskiego, Sofia, Bułgaria        | Finlandia            | 2:0                  | 2:0                  | El. Mundialu 1994    |
| 3.                   | 15.04.1994           | Kompleks Sportowy im. Sułtana Kabusa ibn Sa’ida, Maskat, Oman | Oman                 | 1:1                  | 1:1                  | Mecz towarzyski      |
| 4.                   | 28.04.1994           | Al Kuwait Sports Club Stadium, Kuwejt, Kuwejt                 | Kuwejt               | 1:1                  | 2:2                  | Mecz towarzyski      |

## Sukcesy

### Zawodnicze
Czernomorec Burgas
- Awans do ekstraklasy bułgarskiej: 1989

Lewski Sofia
- Mistrzostwo Bułgarii: 1993, 1994, 1995
- Wicemistrzostwo Bułgarii: 1992
- Puchar Bułgarii: 1991, 1992, 1994

Beşiktaş Stambuł
- Wicemistrzostwo Turcji: 1997
- Puchar Turcji:  1998

Reprezentacyjne
- 4. miejsce na mistrzostwach świata: 1994

## Po zakończeniu kariery
Złatko Jankow po zakończeniu kariery piłkarskiej był trenerem i działaczem piłkarskim. W latach 2005–2006 był dyrektorem zarządzającym Czernomorca Burgas. W 2008 roku wraz z Jonczo Arsowem w roli asystenta trenera i Fredim Bobiciem w roli menedżera wrócił do klubu, kiedy jego trenerem został były kolega Jankowa z reprezentacji Bułgarii – Krasimir Bałykow, w którym pracował do 2010 roku oraz ponownie w latach 2011–2012. W 2014 roku przez krótki okres prowadził Neftochimika Burgas oraz Spartaka Warna, a także był asystentem trenera w Wereji Stara Zagora, a w 2017 roku był asystentem trenera w tureckim Sivassporze.